# 10693 Zangari
10693 Zangari è un asteroide della fascia principale. Scoperto nel 1981, presenta un'orbita caratterizzata da un semiasse maggiore pari a 2,6815998 UA e da un'eccentricità di 0,0532284, inclinata di 2,08315° rispetto all'eclittica.